# Vincent Šikula
Vincent Šikula (* 19. Oktober 1936 in Dubová bei Modra; † 16. Juni 2001 in Modra) war ein slowakischer Dichter, Schriftsteller, Kinder- und Jugendbuchautor, Publizist, Dramaturg und Musiker.

## Lebenslauf
Vincent Šikula wurde in einer Waldarbeiterfamilie geboren. Sein Vater war auch als Bauer tätig. Fast alle seiner 11 Geschwister waren musikalisch oder literarisch begabt. Nach dem Besuch der Schule in Dubová und des Gymnasiums in Nitra studierte er 1956–1959 an der Pädagogischen Musikschule in Bratislava, danach Waldhorn am Staatlichen Konservatorium. 1961–1964 war er Lehrer in Modra. Dieses traditionsreiche Städtchen steht im Mittelpunkt seiner fragmentarischen Memoiren, zu denen ihn der Dichter Jozef Mihalkovič anregte. 1967–1968 war er Redakteur der Zeitschrift „Romboid“, 1969–1973 Dramaturg beim Slowakischen Filmschaffen. Ab 1973 war er Redakteur im Verlag „Slovenský spisovateľ“. 1994–1999 war er Vorsitzender des Slowakischen Schriftstellerverbandes. 1979 erhielt er den Titel „Verdienter Künstler“.

## Schaffen
Heimat, Kindheit und Jugend waren seine größten Inspirationsquellen. Seine schriftstellerische Tätigkeit begann er mit einer Sammlung von Skizzen und Erzählungen aus dem Soldatenleben, die 1964 erschienen. Seine Werke beeindrucken durch lebendige und erzählerischer Direktheit, sie fußen auf Erlebnissen, Erfahrungen, Eindrücken und Gefühlen eines jungen Menschen. Er beschreibt keine in sich abgeschlossenen Ereignisse; nur lose verbindet er Situationen, Motive und Vorstellungen. Damit gestaltet er scheinbar bedeutungslose Dinge ausdrucksvoll und enthüllt bleibende Werte des menschlichen Lebens, wie Liebe, Heimat, Freundschaft und Arbeit. Einfluss auf sein Schaffen hatten z. B. František Švantner, Margita Figuli, Dobroslav Chrobák sowie ältere Autoren, z. B. Martin Kukučín oder Jozef Gregor-Tajovský.
Schon die Essays in Šikulas Buch „Nokturná“ (1983) bestätigten, dass er mit besonderer Innigkeit und Liebenswürdigkeit auf die Dinge und vor allem auf die Menschen blickt.
Šikula gehörte zu den Literaten, die mit ihrer Heimat eng verbunden sind. Er schrieb über das Land des Weins, der Wälder und der eigenartigen, fröhlichen und aufrichtigen Leute. Seit der Kindheit widmete er sich intensiv auch der Musik, die immer Bestandteil seines künstlerischen Schaffens war. Er spielte jahrelang in einer Blaskapelle in Ivanka pri Dunaji. In bedeutendem Maß war er an der Entwicklung der Kinder- und Jugendliteratur beteiligt.
Die Romantrilogie besteht aus den Romanen „Majstri“ (Meister), „Muškát“ (Geranien) und „Vilma“. Der Autor bezeichnete seine Romane selbst als Bücher über die Heimat. Šikula widmet sich dem Thema Heimat in einem abgegrenzten historischen Zeitraum. Der Roman „Majstri“ nimmt sein Thema aus der Zeit des Zweiten Weltkrieges und endet mit dem Beginn des Slowakischen Nationalaufstandes (SNP). „Muškát“ konzentriert sich auf den Aufstand, „Vilma“ beschreibt die ersten Monate und Jahre nach der Befreiung. Helden der Trilogie sind der Zimmermeister Guldán, seine 3 Söhne und die Schwiegertochter Vilma. Die Schicksale zahlreicher weiterer Personen geben eine Vorstellung des Lebens der Menschen im westslowakischen Gebiet der 40er Jahre. An den Hauptgestalten will er nachweisen, dass auch so unbekannte und unbedeutende Menschen wie die Guldáns am Lauf der Geschichte beteiligt sein können.
Šikula wird den Autoren der 56er Generation zugeordnet, aber mit seinem unnachahmlichen natürlichen schriftstellerischem Talent überragt er alle künstlich gebildeten Kategorien, theoretischen Postulate oder andere Gruppierungen. Es gibt literarische Wettbewerbe um den Vincent Šikula-Preis.
Die autobiografischen Texte „Tam, kde sa cesta skrúca“ und „Požehnaná taktovka“ stellte Šikulas Ehefrau Anna Blahová aus dem Nachlass zusammen. Sie beinhalten Skizzen, Erinnerungen, Porträts von Freunden, Anmerkungen über das Schreiben, Nekrologe, Jubiläumsartikel und Tagebucheintragungen.

## Werk

### Prosa für Erwachsene
- 1964 Na koncertoch sa netlieska, Skizzen und Erzählungen aus dem Soldatenleben
- 1964 Možno si postavím bungalov, Erzählungen
- 1966 S Rozarkou, Novelle über ein geistig behindertes Mädchen
- 1966 Nebýva na každom vŕšku hostinec (Nicht auf jedem Hügel ist ein Wirtshaus), Novelle
- 1968 Povetrie, Skizzen und Erzählungen
- 1976, 1977, 1979 Romantrilogie „Majstri“, „Muškát“, „Vilma“
- 1978 Vlha (Pfingstvogel), Novelle
- 1980 Liesky (Haselsträucher), Autobiografisches Werk
- 1981 Vojak (Der Soldat), Novelle
- 1983 Matej, Roman über Matej Hrebenda
- 1983 Nokturná (Erwägungen, Bekenntnisse, Gespräche, literarische Porträts)
- 1987 Heroické etudy pre koňa (Heroische Etüden für ein Pferd), Erzählungen und Novellen
- 1990 Pastierska kapsička (Hirtentäschel), Erzählungen und Novellen
- 1991 Ornament, Roman
- 1994 Pôstny menuet, Erzählungen und Novellen
- 1995 Veterná družica (Windsbraut), Fortsetzung des Romans „Ornament“
- 2000 Anjel Gabriela (Engel Gabriela)
- 2001 Udri pastiera (Schlage den Hirten), aus dem Nachlass, unvollendet
- 2002 Tam, kde sa cesta skrúca (Wo der Weg sich windet)
- 2003 Požehnaná taktovka (Gesegneter Taktstock)

### Poesie für Erwachsene
- 1983 Z domu na kopci, Gedichtsammlung
- 1993 Zo zanedbanej záhrady, Gedichtsammlung
- 1998 Bubeník september, Gedichtsammlung
- 2003 Za odchodom orgovánu, Gedichte aus dem Nachlass

### Prosa für Kinder
- 1965 Pán horár má za klobúkom mydleničku (Herr Förster hat am Hut einen Rasierpinsel)
- 1966 Prázdniny so strýcom Rafaelom (Ferien mit Onkel Rafael)
- 1978 Ďuro, pozdrav Ďura (Ďuro, grüße Ďuro)
- 1981 Vajíčko sliepky liliputánky (Das Ei der Liliputanerhenne)
- 1984 O múdrom kohútikovi (Vom klugen Hahn)
- 1996 Augustín a zvon (Augustin und die Glocke), Märchen und Erzählungen
- 1997 Medardove rozprávky (Medards Erzählungen)
- 2000 Vladko a pes (Vladko und der Hund)
- 2001 Vincúrko (Der kleine Vincent)

### Verfilmte Werke
- 1980 Otec ma zderie tak či tak, Film nach „Ferien mit Onkel Rafael“, Drehbuch von Igor Rusnák
- Ľalie poľné, Regisseur Elo Havetta, vermutlich nach „Mit Rozarka“